# Ручка (канцелярія)

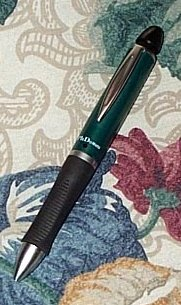
Кулькова ручка

Ру́чка — письмове приладдя, за допомогою якого можна залишити чорнильний слід на поверхні (зазвичай паперу).

## Види
Розрізняють такі типи ручок:
- перові ручки,
- кулькові ручки,
- капілярні ручки,
- фломастери,
- гелеві ручки,
- Ручки з біополімерним чорнилом

У кулькових і гелевих ручках іноді використовується чорнило, яке можна стерти.

## Історія

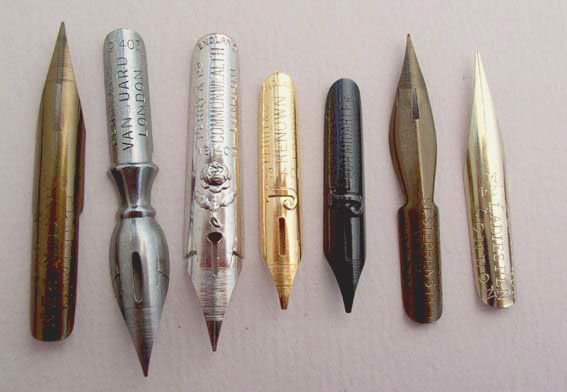
Металеві пера

Кілька тисяч років тому людина почала писати дерев'яними, кістяними або бронзовими тригранними загостреними паличками на сирих глиняних дощечках. Після цього керамічну плитку обпалювали для міцності. Ці глиняні таблички з клинописом дійшли до нашого часу.
Стародавні єгиптяни використовували для письма на папірусі тонкі пензлі з тростини або очеретяні ручки. У кожного єгипетського писаря завжди були при собі пенал і чашка для води. Це дощечка з довгим жолобком для очеретяних паличок і двома поглибленнями для фарб. У гробниці Тутанхамона знайшли загострену трубочку з міді, у яку вставляли тростинне стебло і просочували його темною рідиною — чорнилом. Рідина просочувалася по волокнах тростинного стебла і накопичувалася на загостреному кінці мідної трубки. При написанні на папірусі залишався чіткий тонкий чорнильний слід. Як чорнило використовували сажу, розведену у воді з додаванням клею. Очеретяне перо було загострене і розщеплене на кінці. Цим розщепленням чорнило стікало тонкою цівкою на лист папірусу.
Стародавні римляни писали на воскових книжечках — кодексах. Кодекси виготовлялися з дощечок із заповненою воском виїмкою. Писали на них, а точніше, дряпали за допомогою палички — стиля (лат. stilus, stylus, дав.-гр. στύλος). Стиль виготовляли з металу. Один кінець стиля був загостреним, а інший — заокругленим. Гострим кінцем писали, а зроблений запис можна було стирати іншим заокругленим кінцем. Воскові книжечки-таблички проіснували до початку 19 століття. До наших днів збереглося дуже мало римських табличок. З появою пергаменту, який винайшли англосакси для виготовлення рукописних книг, люди продовжували використовувати воскові дощечки для щоденних записів.
Поширення пергаменту призвело до появи нового інструмента для письма — загостреного певним чином пташиного пера. Пера використовували гусячі або воронячі, а чорнило робили з соку чорнильних горішків, залізного купоросу і гуміарабіку. Це чорнило всмоктувалося у шкіру і не змивалося, його можна було тільки зіскоблити. Старовинне чорнило відрізнялося від нашого однією особливістю. Поки ним писали, воно було дуже блідим, а чорним ставало тільки через деякий час. На папері також писали гусячими перами, які потрібно було попередньо зрізати навскоси, загострювати й розщеплювати за допомогою складаного ножа («цизорика»). Гусячі пера як інструмент для письма проіснували до кінця 18 століття.

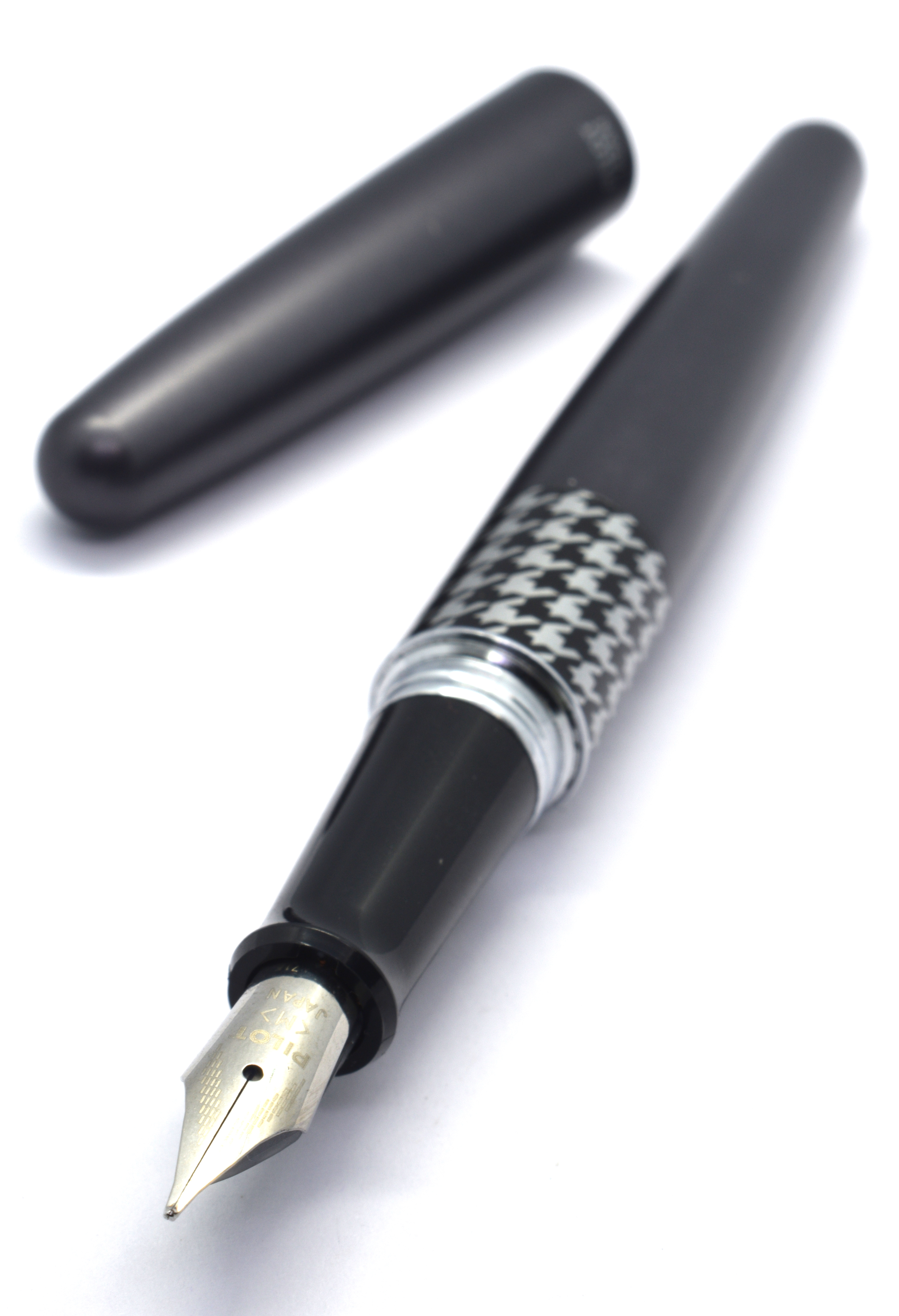
Перова ручка

Перше сталеве перо з'явилося в Німеччині у 1748 році, але воно ще не мало прорізу, і від нього летіли бризки чорнила. У 1792 році англієць Д. Перрі зробив поздовжній проріз у вістрі пера. Це поліпшило якість письма і довговічність пера. У 1826 році Мазон придумав верстат для штампування сталевих пер, що сприяло їхньому масовому розповсюдженню.
Однак відомо, що один винахідник незадовго до появи сталевих пер випустив у продаж маленькі пера, зроблені з гусячих, але їх вставляли у спеціальний дерев'яний держак («ручку») — звідси походить назва цього приладу в деяких мовах (укр., біл. і рос. ручка, пор. також болг. перодръжка — «проста перова ручка»). Значить, ручка з'явилася раніше сталевого пера, а не одночасно з ним, як можна було б припустити.
Після цього вони витіснили гусячі пера, що проіснували близько тисячі років. До кінця 19-го століття сталеве перо повністю витіснило гусячі пера, оскільки ті вимагають частої заміни. Але ще у 1930-1950-ті роки 20 століття у деяких школах писали гусячим пером, що давало можливість писати гарним почерком «з натиском».
У 1884 році з'явилася перша автоматична перова ручка, яку можна заправляти чорнилом («самописна ручка», «самописка», «авторучка», «вічне перо»). Усередині ручки розміщувався балончик з чорнилом. Спочатку заправка ручки здійснювалася збоку за допомогою спеціальної піпетки, потім піпетка увійшла до складу ручки й стала розміщуватися у її верхній частині — під ковпачком, що загвинчувався. Втім, авторучки подібної конструкції зараз складають меншість, більш поширені моделі зі змінними чорнильними картриджами.

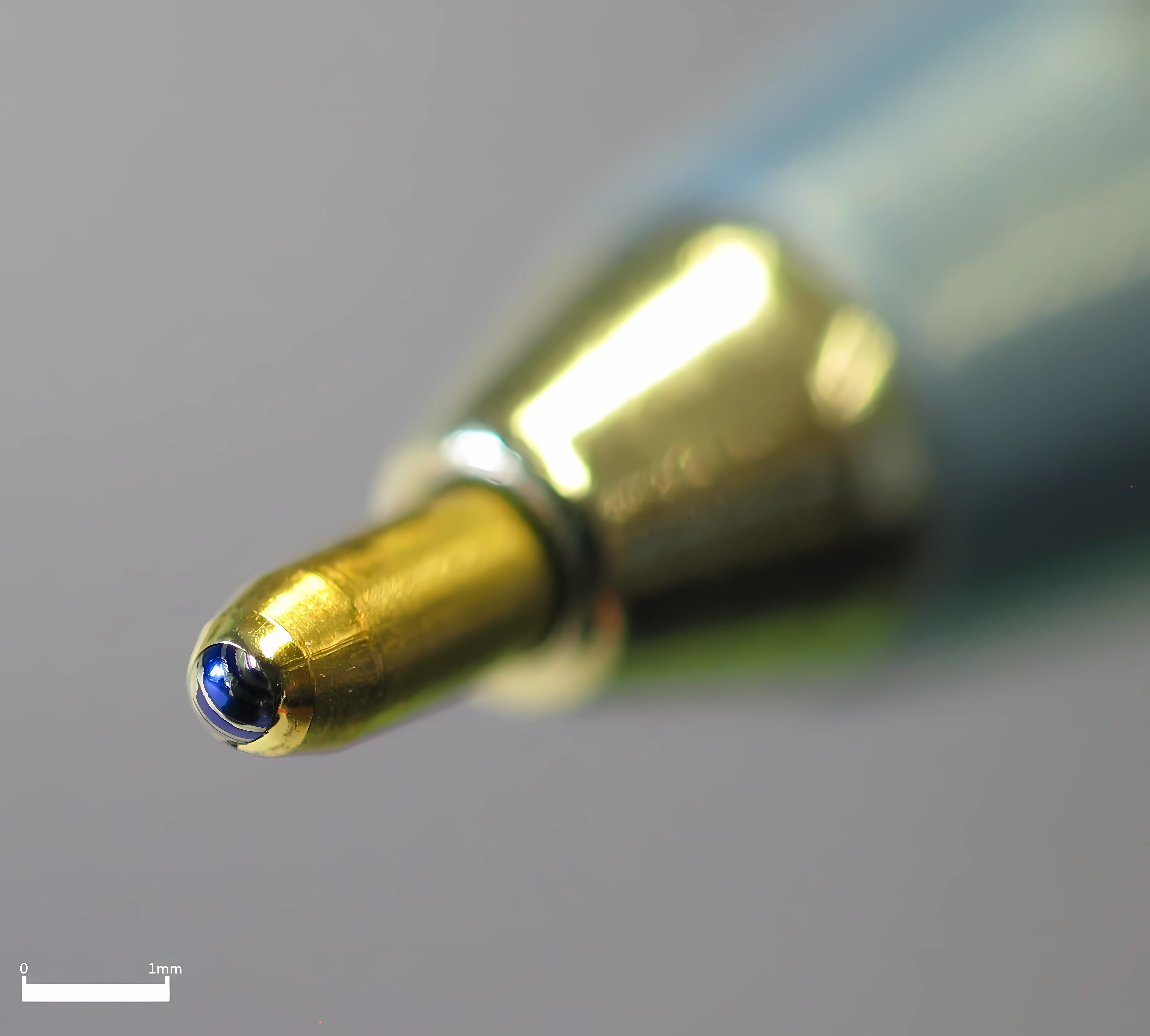
Кінчик кулькової ручки, збільшено

У 1888 році у США вперше була запропонована ідея кулькової авторучки капілярної системи (рапідографа), яку придумав Л. Є. Вотерман (L. E. Waterman), нью-йоркський торговець канцелярськими товарами. Близько 1944 року угорець Ласло Біро (László Bíró), спираючись на останні методи виготовлення вальниць кочення для машин і зброї, додав до капілярного каналу кульковий механізм, створивши таким чином кулькову ручку. Кулькові ручки стали використовувати штурмани в авіації та офіцери у похідних умовах. Спочатку кулькові стержні були зігнуті для збільшення ємності чорнила мали «подвійну довжину». Пізніше з'явилися кулькові ручки зі змінним стержнем, який містив пасту і мав пишучий вузол з кулькою на кінці.
У 1960-ті роки в Японії були винайдені наконечники у вигляді фетру. Ручки з фетровими наконечниками отримали назву «фломастер». Вони мали пористий стрижень для письма, просочений фарбувальною рідиною на спиртовій або нітрооснові.
Наприкінці 20 століття з'явилися ролери. Це була більш «тонка» та просунута технологія кулькових ручок (менша кулька і менш в'язке чорнило).
У 1997 році було розроблено ручку з прогумованими поверхнями, яку немає необхідності сильно притискати під час писання.

## У культурі

### Прислів'я
- Написане пером не витягнеш і волом.

## Цікаві факти
- З 1960-х років Фішер розробив ручки Space, які могли працювати при нульовому атмосферному тиску, в умовах невагомості та екстремальних температур. До цієї розробки американське аерокосмічне агентство NASA використовувало для своєї місячної програми олівці, проте останні часто ламалися та становили небезпеку для космонавта (уламки могли потрапити йому в очі). Крім того, дерево становило небезпеку загоряння у кисневій атмосфері. Треба зауважити, що ці ручки не єдині, які можуть застосовуватися у космосі, звичайні кулькові ручки також непогано підходять ( [Архівовано 18 жовтня 2012 у Wayback Machine.], астронавт Педро Дук).
- Також існує цікава легенда-анекдот, згідно з якою NASA витратила мільйон доларів на розробку спеціальної кулькової ручки для невагомості, а радянські застосували в космосі олівець. Ця «притча» зазвичай наводиться як ілюстрація раціонального підходу до вирішення проблем. Реальних підстав під собою не має[7].
- Ручки з можливістю стирання власного чорнила зворотним кінцем стали «коником» з початку 1980-х до початку 1990-х. Випускалися з синім, чорним та червоним чорнилом. Ручки майже зникли з ужитку через низьку якість чорнила, негарантованість «стертості» й відсутность конкретної області застосування.
- Існує вельми популярне хобі, яке зародилося в Японії та поширилося всім світом — пенспінінг, або «крутіння ручки». Це вид маніпуляції, де головну роль грає ручка і вправність пальців.
- На початку 21-го століття набули поширення «тактичні ручки». По суті, прості ручки з ковпачком, але виготовлені з алюмінію, титану або неіржавіючої сталі. Відрізняються значною товщиною стінок корпусу та максимальною стійкістю до будь-яких навантажень.
- Існують ручки, чорнила яких після висихання зникають (невидиме чорнило).